# Port, Berna
Port este comună în districtul Nidau, cantonul Berna, Elveția.

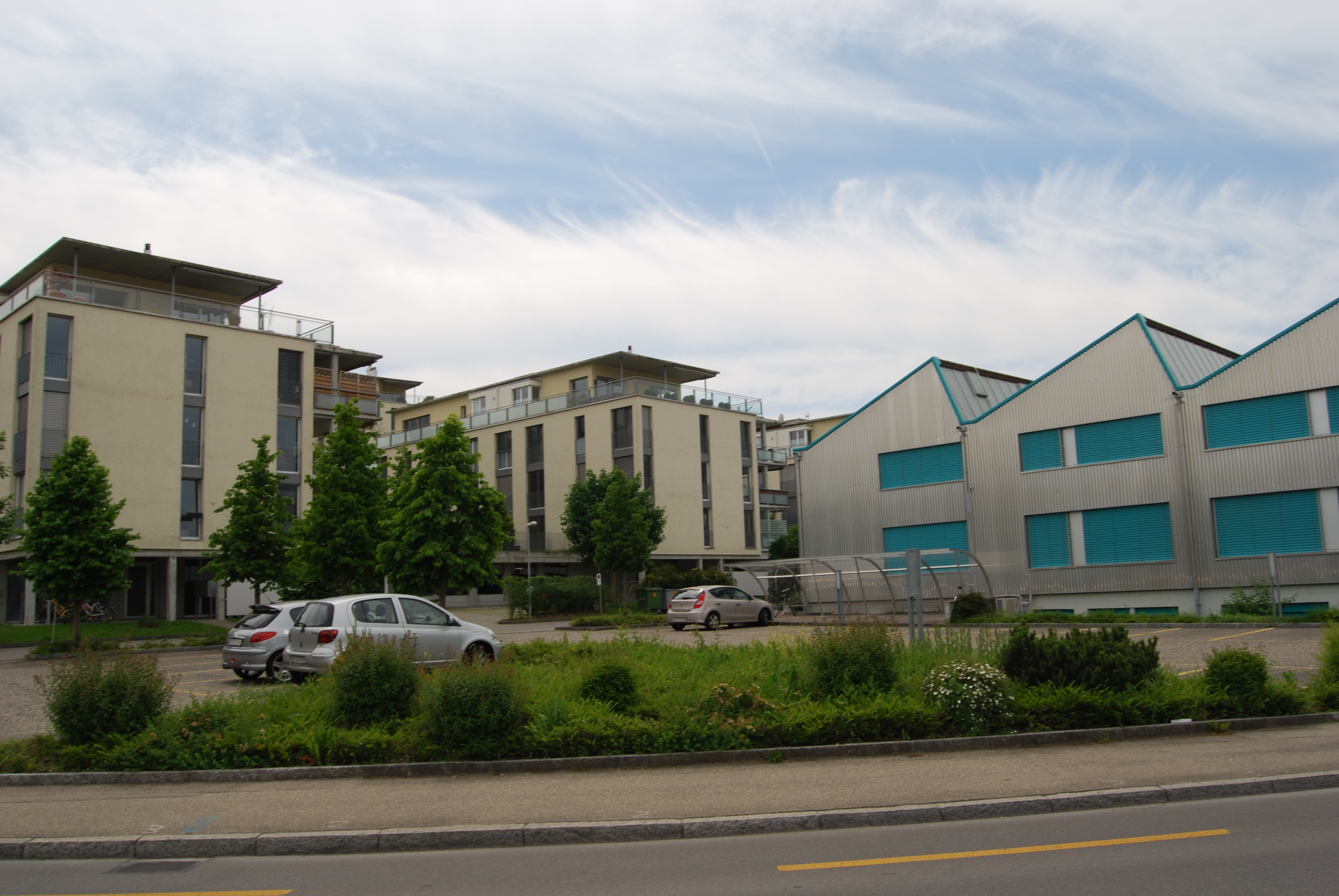
Noibouquartier in Port